# Radzymin
Pour les articles homonymes, voir Radzymin (homonymie).
Radzymin (prononciation : [raˈd͡zɨmʲin]) est une ville polonaise de la gmina de Radzymin dans le powiat de Wołomin de la voïvodie de Mazovie.
Elle est le siège administratif de la gmina de Radzymin.

## Histoire
Radzymin est fondée en 1440 par Boleslas IV de Varsovie duc de Mazovie.
Elle est le théâtre d'une bataille acharnée lors de la guerre soviéto-polonaise de 1920 lors de laquelle environ 3 000 soldats polonais perdirent la vie.